# Ectemnonotum luteopunctatum
Ectemnonotum luteopunctatum är en insektsart som beskrevs av Victor Lallemand 1922. Ectemnonotum luteopunctatum ingår i släktet Ectemnonotum och familjen spottstritar. Inga underarter finns listade i Catalogue of Life.